# Tokimeki Check-in!
Tokimeki Check-in! — компьютерная игра в жанре эротической визуальной новеллы, разработанная и изданная японской компанией Crowd Co. Ltd.. Первоначальный релиз состоялся 29 января 1999 года для Windows.

## Игровой процесс
Tokimeki Check in! — компьютерная игра в жанре эротической визуальной новеллы. Как и в большинстве игр данного жанра, игроку предстоит выбирать различные диалоги, которые повлияют на ход событий игры. В игре семнадцать различных концовок.

## Отзывы критиков
| Иноязычные издания    | Иноязычные издания |
| Издание               | Оценка             |
| --------------------- | ------------------ |
| IGN                   | 2/10               |
| Русскоязычные издания |                    |
| Издание               | Оценка             |
| Absolute Games        | 5 %                |

Дэвид Смит из IGN раскритиковал диалоги, характер персонажей и сюжет в целом, назвав его небрежным.
Absolute Games отметил что Tokimeki Check in! едва дотягивает до звания игры.